# Jüdischer Friedhof (Bad Hersfeld)

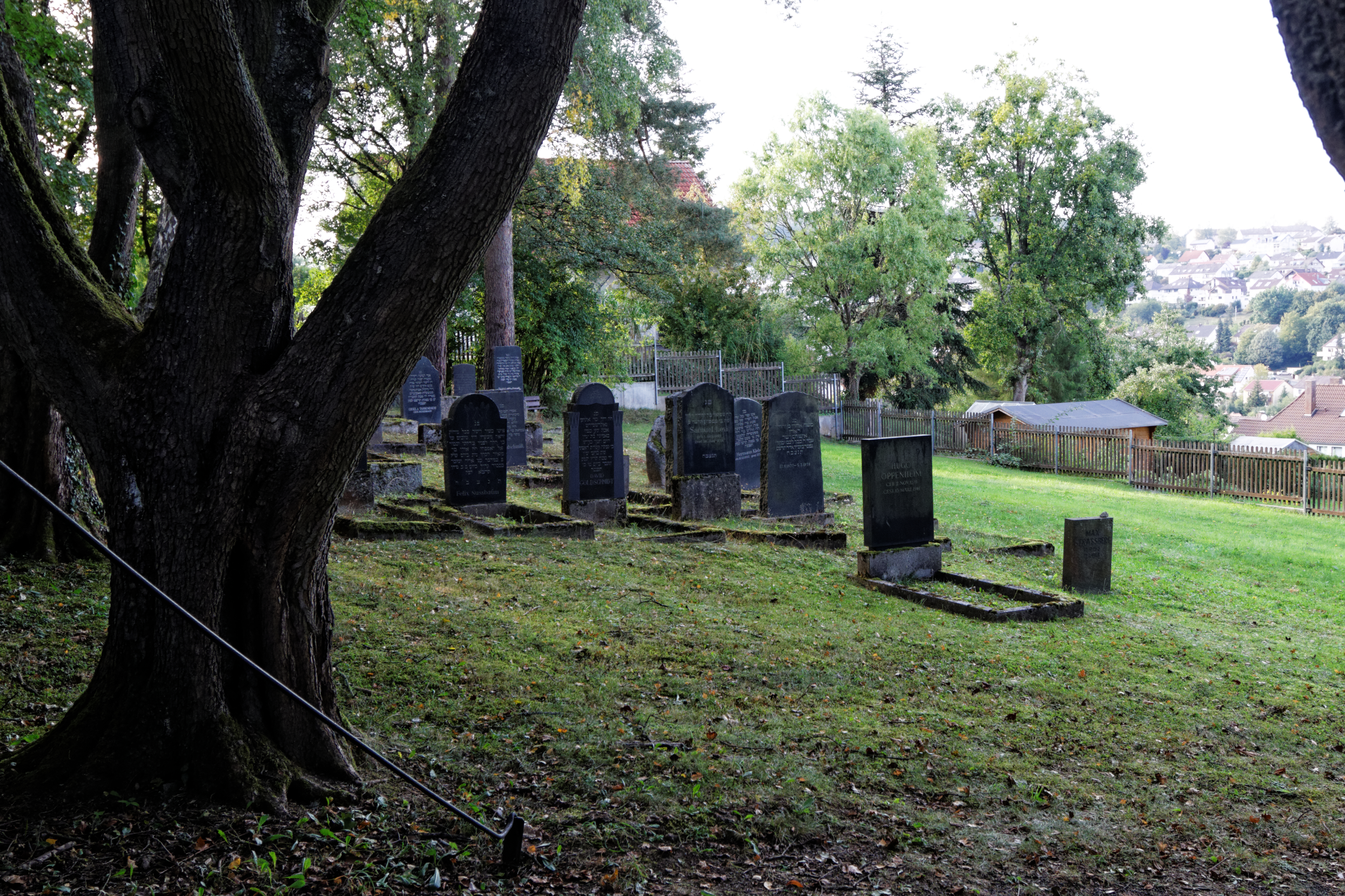
Jüdischer Friedhof Bad Hersfeld (September 2020)

Der Jüdische Friedhof Bad Hersfeld ist ein Friedhof in der Stadt Bad Hersfeld im Landkreis Hersfeld-Rotenburg in Hessen.
Der 2078 m² große jüdische Friedhof an der Ecke Heinrich-Heine-Straße / Michael-Schnabrich-Straße im Westen der Stadt wurde im Jahr 1920 angelegt. Es sind 34 Grabsteine erhalten.